# Cuisnahuat
Cuisnahuat è un comune del dipartimento di Sonsonate, in El Salvador.